# Luxembourg American Cemetery and Memorial
 (mars 2011).
Si vous disposez d'ouvrages ou d'articles de référence ou si vous connaissez des sites web de qualité traitant du thème abordé ici, merci de compléter l'article en donnant les références utiles à sa vérifiabilité et en les liant à la section « Notes et références ».

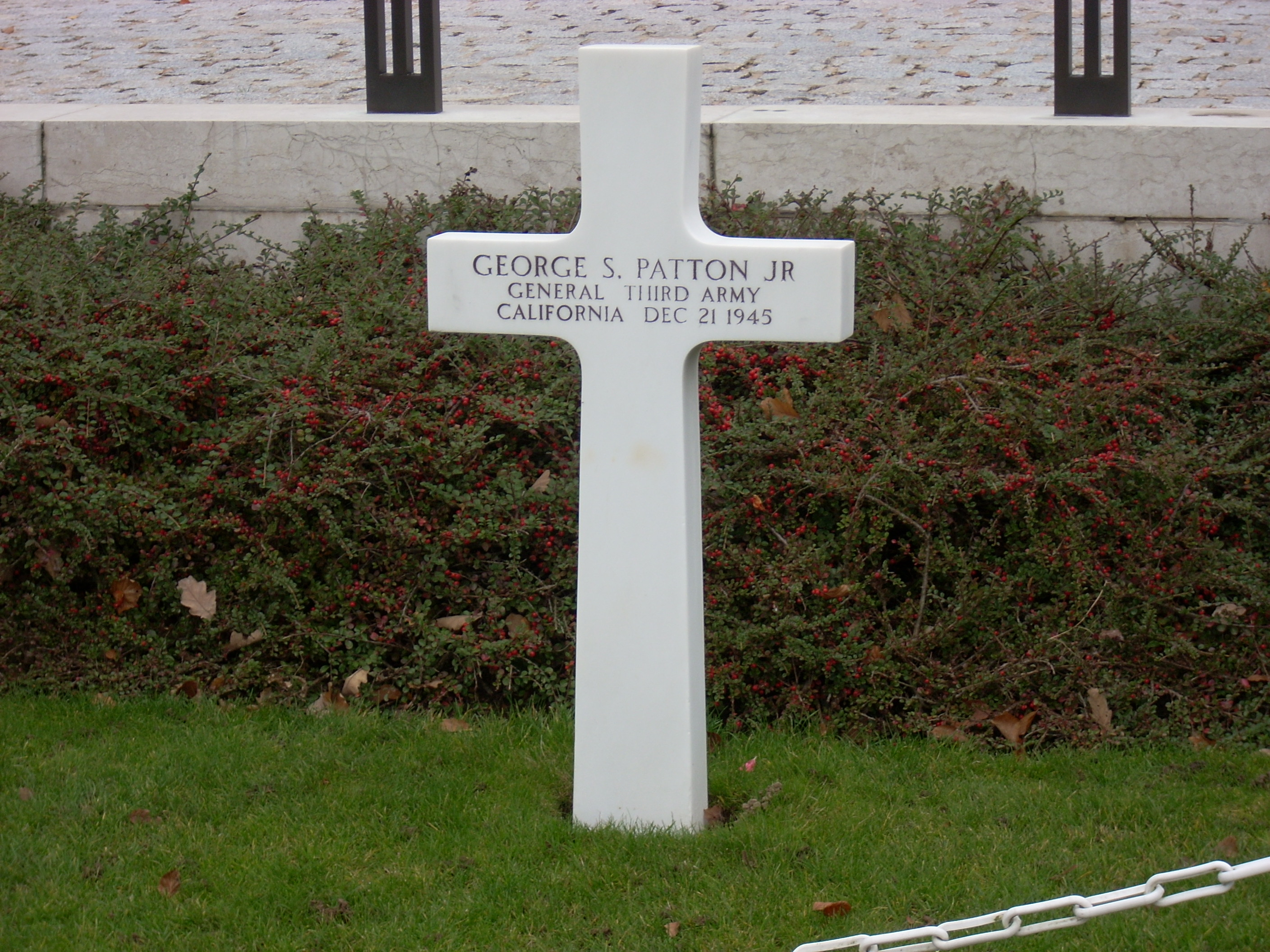
La tombe du général Patton

Le cimetière américain de Luxembourg (en anglais : Luxembourg American Cemetery and Memorial) est un cimetière militaire américain situé à Luxembourg-Hamm. Il est administré par l'American Battle Monuments Commission.
Le cimetière a été créé le 29 décembre 1944 par la 609e compagnie d'intendant de la 3e armée des États-Unis tandis que les forces alliées arrêtaient l'offensive dans les Ardennes.
Par un traité américano-luxembourgeois, signé en 1951, le terrain est mis à la disposition du gouvernement américain à perpétuité.
Le cimetière contient les tombes de 5 076 soldats américains. À 22 occasions, deux frères reposent en paix côte à côte. La plupart de ces soldats sont morts lors de la bataille des Ardennes entre l'hiver 1944 et le printemps 1945.
Entre les deux mâts se trouve la tombe du général George S. Patton.